# Dose absorvida
A dose absorvida é uma medida da energia depositada em um meio por uma radiação ionizante. É igual à energia entregue por unidade de massa, J/kg, unidade à qual é dado o nome especial de gray, (Gy).
Deve ter-se em conta que esta magnitude não é um bom indicador dos efeitos biológicos da radiação sobre os seres vivos: 1 Gy de radiação alfa pode ser muito mais nociva que 1 Gy de fótons, por exemplo. Deve aplicar-se uma série de fatores para que os efeitos biológicos sejam refletidos, obtendo-se assim a dose equivalente.
O risco de efeitos estocásticos devidos à exposição a uma radiação podem ser medidos com a dose efetiva, que é uma média ponderada da dose equivalente de cada órgão afetado, levando em conta a radiossensibilidade de cada um.